# 格奥尔格·艾伯赫·郎弗安斯
格奥尔格·艾伯赫·郎弗安斯（德语：Georg Eberhard Rumphius，1627年11月1日－1702年6月15日）是一位德国出生的植物学家，受雇于荷兰东印度公司（今印度尼西亚东部）。他最出名的作品是《Herbarium Amboinense》 (《安汶岛植物》。）

## 生平
他的一生遭遇了诸多不幸：妻子和一个女儿在地震中死亡，青光眼导致的失明，一场大火吞噬了他的图书馆和手稿，以及随船沉没的早期作品草稿。除了他对植物系统学的（plant systematics）重大贡献之外，他还因其作为优秀民族志学家（ethnographer）以及支持安哥拉人反对殖民主义的事迹而被人们所铭记。

## 著作
- . 1747  [2011-11-22]. （原始内容存档于2020-02-17）.
- Amboinsche Rariteitkamer (Amboina Curiosity Cabinet,  1705)
- Amboinsche Historie (Amboina History)
- Amboinsche Lant-beschrijvinge (a social geography)
- Amboinsch Dierboek (Amboina animal book, lost)